# Družina Baptistina
 Družina Baptistina je družina asteroidov. Verjetno je nastala pred okoli 160 milijoni let s trkom večjega asteroida (s premerom okoli 170 km) z drugim manjšim asteroidom . Največji član družine je 298 Baptistina. Po njem ima družina tudi ime.
Ob trku je nastalo veliko manjših in večjih teles. Mnoge med njimi je orbitalna resonanca z Marsom in Jupitrom izvrgla iz tirnice. Zaradi tega je v obdobju pred 100 do 50 milijoni let na Zemljo padlo večje število asteroidov. 
Člani družine vsebujejo bolj redke ogljikove hondrite. Koncentracija kroma v 65 milijonov let starih sedimentih (meja kreda-terciar) na Zemlji kaže, da je vpadno telo, ki je naredilo znameniti krater Chicxulub polotok Jukatan, Mehika), pripadalo asteroidom te skupine . 
Krater Chicxulub ima premer 180 km, telo, ki je priletelo na površino Zemlje pa je bilo veliko najmanj 10 km. Velika je verjetnost, da so posledice trka tega asteroida z Zemljo povzročile izginotje dinozavrov v času prehoda iz krede v terciar pred 65 milijoni let.
Predvideva se tudi, da je krater Tycho na Luni nastal ob padcu asteroida iz te družine.